# Косминеле де Сус (Прахова)
Косминеле де Сус (рум. Cosminele de Sus) насеље је у Румунији у округу Прахова. Oпштина се налази на надморској висини од 411 m.

## Становништво
Према подацима из 2011. године у насељу је живело 1245 становника.